# رود باران رود
 رود باران رود یک رود در حوضه آبریز دریاچه نمک در استان البرز ایران است که از البرز سرچشمه می‌گیرد. این رود در ارتفاع ۱۷۸۱ متری واقع شده است.